# Mordellistena hirtipes
Mordellistena hirtipes es una especie de coleóptero de la familia Mordellidae.

## Distribución geográfica
Habita en Asia.